# Lara Trump
Lara Lea Trump (flicknamn Yunaska), född 12 oktober 1982 i Wilmington, North Carolina, är en amerikansk före detta tv-producent och rådgivare till USA:s 45:e president Donald Trumps valkampanj. Hon är gift med Donald Trumps son Eric Trump och de har två barn tillsammans.
Hon är producent och programledare för Trump Productions serie Real News Update och en före detta producent för Inside Edition.

## Uppväxt, utbildning och karriär
Lara Yunaska föddes i Wilmington, North Carolina den 12 oktober 1982 till Robert Luke Yunaska och Linda Ann Sykes. Hon har en yngre bror, Kyle Robert Yunaska.
Hon utbildade sig vid North Carolina State University och French Culinary Institute i New York.
Hon arbetade som producent och story-koordinator för Inside Edition mellan 2012 och 2016.

### Donald Trumps valkampanj
Under Presidentvalet i USA 2016 ledde Lara olika kampanjer, bland annat Trump–Pence Women’s Empowerment Tour. Efter Trump blev vald till president blev hon programledare för Real News Update som produceras av Trump Productions.

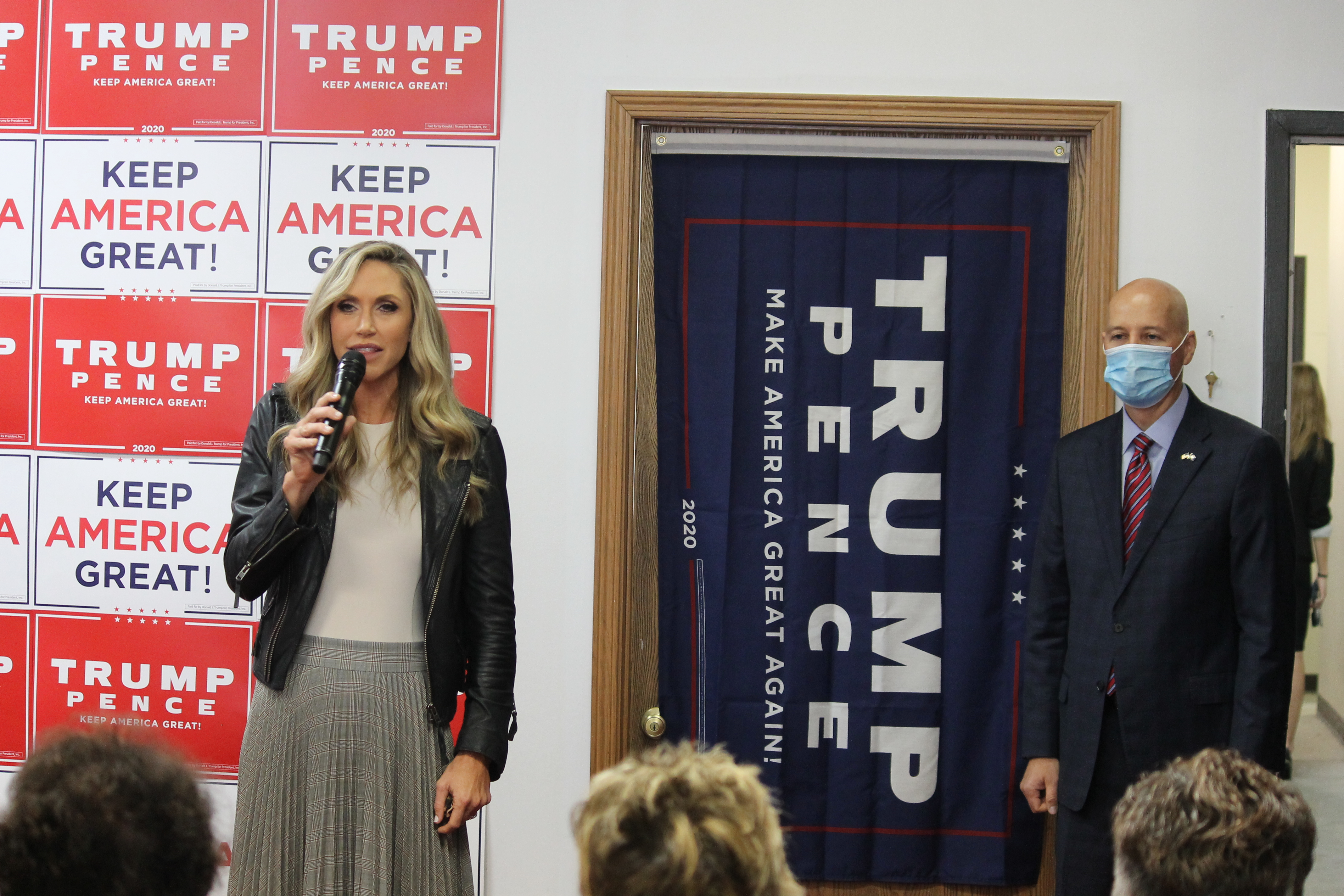
Lara Trump vid ett valmöte 2020

## Personligt liv
Efter att ha varit ihop med Eric Trump i närmare sex år, gifte de sig den 8 november 2014 i en ceremoni vid Donald Trumps Mar-a-Lago i Palm Beach, Florida. Den 12 september 2017 fick de sitt första barn, Eric "Luke" Trump. Den 19 augusti 2019 fick de sitt andra barn, dottern Carolina Dorothy Trump.